# Чарівна папаха
«Чарівна папаха» («Волшебная папаха») — радянський телефільм 1990 року, знятий режисером Ізмаїлом Бурнацевим на Північно-Осетинській студії телефільмів.

## Сюжет
Фільм, знятий за мотивами осетинських народних казок, у комедійній формі розповідає про пригоди горця-бідняка Уарі, який наважився виступити проти трьох розбійників-абреків, що наводять жах на всю округу.

## У ролях
- Ісак Гогічев — Валі
- Коста Бірагов — Едін, ватажок абреків
- Лактемір Дзтієв — Діве, абрек
- Тимур Тлатов — абрек
- Тереза Кантемірова — дружина Валі
- Маїрбек Цихієв — Бола, господар чайхани
- Діана Бурнацева — Еда, дочка Валі
- Віталій Бадтієв — Зура, син Валі
- Батрбек Дзбоєв — офіцер
- Анжеліка Круглова — іноземна дама
- Костянтин Притула — роль другого плану
- Володимир Макієв — роль другого плану
- Костянтин Каллагов — роль другого плану
- Юрій Кулаєв — роль другого плану

## Знімальна група
- Режисер — Ізмаїл Бурнацев
- Сценарист — Ізмаїл Бурнацев
- Оператор — Алан Себетов
- Композитор — Володимир Комаров
- Художник — Казбек Бзиков